# Три характеристики бытия
В буддизме тремя характеристиками бытия (пали tilakkhaṇa, IAST: trilakṣaṇa), признаками существования и существ считаются непостоянство (аничча), неудовлетворённость или страдание (дуккха) и отсутствие неизменного Я (анатта). Эти три характеристики упоминаются в стихах 277, 278 и 279 Дхаммапады. Центральной идеей концепций Четырёх благородных истин и Благородного восьмеричного пути является то, что люди подвержены заблуждению относительно трёх характеристик бытия, что это заблуждение приводит к страданиям и что устранение этого заблуждения ведёт к прекращению страданий.
Согласно Тхить Нят Ханю, три печати — это непостоянство, не-я и ниббана. Он говорит, что «в нескольких сутрах Будда учил, что нирвана, радость полного уничтожения наших идей и концепций, а не страдания, является одной из трёх печатей Дхармы».

## Описание
Три характеристики бытия:
- саббе санкхара аничча — «все санкхары (обусловленные вещи) непостоянны»
- саббе санкхара дуккха — «все санкхары неудовлетворительны»
- саббе дхамма анатта — «все дхармы (обусловленные или необусловленные вещи) не имеют Я»[6]

В Махаяне (Йогачарабхуми-шастра) однако, даны четыре характеристики:
- непостоянство (anityākāra)
- страдание (duḥkhākāra)
- пустота (śūnyākāra)
- отсутствие Я (anātmākāra).

В сутре «Вопросы царя Нагов Сагары» Sāgaranāgarājaparipṛcchā эти четыре признака определены следующим образом:
- все составные явления непостоянны (анитья);
- все загрязнённые явления страдательны (дукха);
- все явления лишены Я (анатман);
- нирвана — это мир/покой (шанта/шанти).

В Самьюкта Агаме дана другая формулировка, в которой Будда учил непостоянству, не-Я и нирване как трём печатям Дхармы, в которой дуккху как третью печать Дхармы заменяет ниббана.

## Объяснение

### Аничча
Непостоянство (пали anicca, IAST: anitya) означает, что все обусловленные вещи (санкхары) находятся в состоянии постоянного изменения. Буддизм утверждает, что все физические и психические события возникают и исчезают. Человеческая жизнь воплощает этот поток в процессе старения и цикле повторного рождения и смерти (сансара); ничто не длится вечно и всё подвержено разрушению. Это применимо ко всем существам и их окружающей среде, включая существ, которые перерождаются в божественных мирах дэвов и в аду. В противоположность этому нирвана — это реальность, которая есть ничча то есть не подвержена изменениям, разложению или смерти.

### Дуккха
Дуккха (IAST: duhkha) означает «неудовлетворённость, страдание, боль». Дуккха включает в себя физические и психические страдания, которые следует за каждым перерождением, старением, болезнью, смертью; неудовлетворённость из-за получения того, чего желаешь избежать или не получения желаемого, восприятия вещей как постоянных и обладающих неизменной сущностью и отсутствие удовлетворения от санкхара-дуккхи, в которой всё обусловлено.

### Анатта
Анатта (IAST: anatman) относится к доктрине отсутствия неизменного и постоянного Я или души у живых существ и неизменной сущности во всех явлениях.
В то время как аничча и дуккха относятся ко всем обусловленным явлениям (санкхара), анатта имеет более широкое значение, поскольку она применима ко всем дхаммам без «обусловленно- необусловленной» характеристики. Таким образом, ниббана это также состояние отсутствия Я или анатта. Фраза «sabbe dhamma anatta» подразумевает каждую скандху (совокупность частей), которая составляет любое существо, а вера в существование неизменного «Я» является заблуждением, которое подлежит преодолению, чтобы покончить со всей дукхой. Буддийское учение об анатте отрицает существование постоянного неизменного «Я» в любом человеке или чём-либо ещё, и утверждает, что цепляние и привязанность к идее о постоянном и неизменном «Я» является источником дукхи. Однако некоторые буддийские традиции и учёные интерпретируют доктрину анатты строго по отношению к пяти совокупностям, а не как универсальную истину.

## Применение
В буддизме невежество (авидья, или моха; то есть неспособность понимать непосредственно) трёх признаков существования рассматривается как первое звено в общем процессе сансары, когда существо продолжает существовать в бесконечном цикле страданий. Считается, что ликвидация этого невежества через прямое понимание трёх признаков положит конец сансаре и, как следствие, этому страданию (дуккха ниродха или ниродха сачча, как говорится в третьей из Четырёх Благородных Истин).
Гаутама Будда учил, что все существа, обусловленные причинами (санкхара), являются непостоянными (аничча) и страдательными (дуккха), и отсутствие неизменного я (анатта) характеризует все дхаммы, то есть нет «Я» или «моего» в условном или необусловленном (то есть ниббане). Учение о трёх признаках существования в Палийском каноне приписывается Будде.

## Аналогия с пирронизмом
Греческий философ Пиррон совершил путешествие в Индию с армией Александра Македонского. Он провёл там примерно 18 месяцев, изучая индийскую философию у гимнософистов. После возвращения в Грецию Пиррон основал одну из главных школ эллинистической философии, пирронизм, которая базировалась на его интерпретации трёх характеристик бытия. Филолог Кристофер Беквис установил, что три термина, использованные Пирроном — адиафора, астатмета и анепикрита — представляют собой почти прямой перевод анатты, дуккхи и аниччи на древнегреческий.